# Chanoines réguliers de Saint-Augustin
Ne doit pas être confondu avec l’ordre de Saint-Augustin ni avec les chanoines réguliers
Les chanoines réguliers de Saint-Augustin sont une confédération de plusieurs instituts religieux de chanoines réguliers érigée le 4 mai 1959 par le pape Jean XXIII avec le bref apostolique Caritas Unitas.

## Histoire
Ces chanoines réguliers trouvent leur origine dans le synode du Latran de 1059 à l'issue duquel le pape Nicolas II recommande aux chanoines de renoncer à leurs biens et de prononcer des vœux selon la règle de saint Augustin.
À l’occasion du 900e anniversaire de ce synode, qui réforma le statut canonial et permit la fondation de plusieurs ordres de chanoines, le Saint-Siège désire que des liens plus étroits unissent les différents instituts religieux de chanoines réguliers afin d'avoir conscience d’appartenir à une seule grande famille spirituelle et répondre aux exigences de l’apostolat.
C'est ainsi que les chanoines du Latran, ceux d’Autriche, du Grand-Saint-Bernard et de Saint-Maurice d’Agaune forment la charte appelée « Fœdus caritatis » qui détermine le sens de la confédération et en fixe les modalités. Un abbé primat est pris à tour de rôle dans chaque congrégation fédérée pour une durée de six ans. Il doit réunir tous les trois ans un congrès de tous les chanoines réguliers de saint Augustin. L'autonomie est préservée pour chaque congrégation fédéré, l’abbé primat n’a donc pas de pouvoir sur les différentes congrégations, c’est juste un titre honorifique qui montre l'unité. La charte est présentée au pape Jean XXIII, qui l'approuve le 4 mai 1959 par le bref apostolique Caritatis unitas,.

## La confédération
Actuellement, on compte neuf instituts regroupés dans la confédération de 1959,.
Les quatre congrégations initiales :
- Les chanoines réguliers du Latran, fondés en 1823, à partir du clergé de la basilique du Latran et des chanoines du très Saint Sauveur, eux-mêmes fondés en 1429 ;
- Les chanoines réguliers du Latran de la congrégation d'Autriche, fondés en 1907, par agrégation aux chanoines du Latran ;
- Les chanoines réguliers du Grand-Saint-Bernard, fondés en 1050 ;
- Les chanoines réguliers de Saint-Maurice, fondés en 1128.

S’y s’ajoutèrent rapidement :
- Les chanoines réguliers de l'Immaculée Conception, fondés en 1875 (adhésion en 1961) ;
- Les chanoines réguliers de Windesheim, fondés en 1386, restaurés en 1961, ils adhèrent à la congrégation de Saint-Victor entre 1968 et 1992[7] (adhésion en 1961) ;
- Les chanoines réguliers de la Mère de Dieu, fondés en 1969 (adhésion en 1969) ;
- Les chanoines réguliers de Marie Mère du Rédempteur, fondés en 1971 (adhésion en 1987) ;
- Les chanoines réguliers des frères de la vie commune, fondés en 1975 (adhésion en 1991) ;
- Les chanoines réguliers de Saint Victor, fondés en 1108, restaurés en 1968 (adhésion en 1993).

## Liste des abbés primats
1. 1959 - 1968 : Louis-Séverin Haller, chanoine régulier de Saint-Maurice d'Agaune[8]
2. 1968 - 1974 : Gebhard Koberger (de), chanoine régulier du Latran de la congrégation d'Autriche[9]
3. 1974 - 1980 : Anthony Bull, chanoine régulier du Latran[10]
4. 1980 - 1986 : Angelin Lovey, chanoine régulier du Grand-Saint-Bernard[11]
5. 1986 - 1992 : Karl Egger (de), chanoine régulier de Windesheim[12]
6. 1992 - 1998 : Henri Salina, chanoine régulier de Saint-Maurice d'Agaune[12],[13]
7. 1998 - 2004 : Anthony Maggs, chanoine régulier du Latran[13]
8. 2004 - 2010 : Maurice Bitz, chanoine régulier de Saint Victor[13]
9. 2010 - 2016 : Bernhard Backovsky (de), chanoine régulier du Latran de la congrégation d'Autriche[14]
10. 2016 - 2022 : Jean-Michel Girard, chanoine régulier du Grand-Saint-Bernard[15]
11. depuis 2022 : Jean Scarcella, chanoine régulier de Saint-Maurice d'Agaune[16]